# Lina Goncharenko
Lina Goncharenko (* 23. September 1996 in Holtum/Kirchlinteln) ist eine deutsche Rollkunstläuferin; 2018 wurde sie Europameisterin in der Pflicht.

## Biografie
Goncharenko begann als Rollkunstläuferin mit sieben Jahren beim Verdener Rollsportverein und ein Jahr später bestritt sie bereits ihre ersten Wettkämpfe. Seit 2009 trainiert sie beim ERC Bremerhaven; Trainerin ist die frühere vierfache Weltmeisterin (1965–1968) Astrid Hoßfeld-Bader. Goncharenko belegte bei der Weltmeisterschaft 2015 in Cali in Kolumbien Platz vier in der Pflicht und Rang fünf in der Kür. 2017 war sie Zehnte bei der Weltmeisterschaft. Sie wurde 2018 sie auf den Azoren in Portugal Europameisterin in der Pflicht. Sie qualifizierte sich für die Weltmeisterschaften im französischen La Roche-sur-Yon. Dort belegte sie den sechsten Platz. 2018 erhielt sie die Bronzemedaille in der Kür bei den Deutschen Rollkunstlauf-Meisterschaften.
Goncharenko studiert nach dem Abitur zunächst Lebensmitteltechnik an der Hochschule Bremerhaven, dann Molekulare Medizin an der Universität Freiburg i. Br., verblieb aber bei ihrem Verein in Bremerhaven.

## Ehrungen
- Goncharenko wurde Bremens Sportlerin des Jahres 2018